# Funäsdalen
Funäsdalen is een plaats in de Zweedse gemeente Härjedalen in het gelijknamige landschap en de provincie Jämtlands län. De plaats heeft 798 inwoners (2005) en een oppervlakte van 166 hectare. De plaats ligt aan het meer Funäsdalssjön. De plaats ligt in het skigebied Funäsdalsfjällen hier zijn in totaal 122 skipistes en vierendertig skiliften te vinden. De grens met Noorwegen ligt ongeveer twintig kilometer ten westen van de plaats.

## Galerij

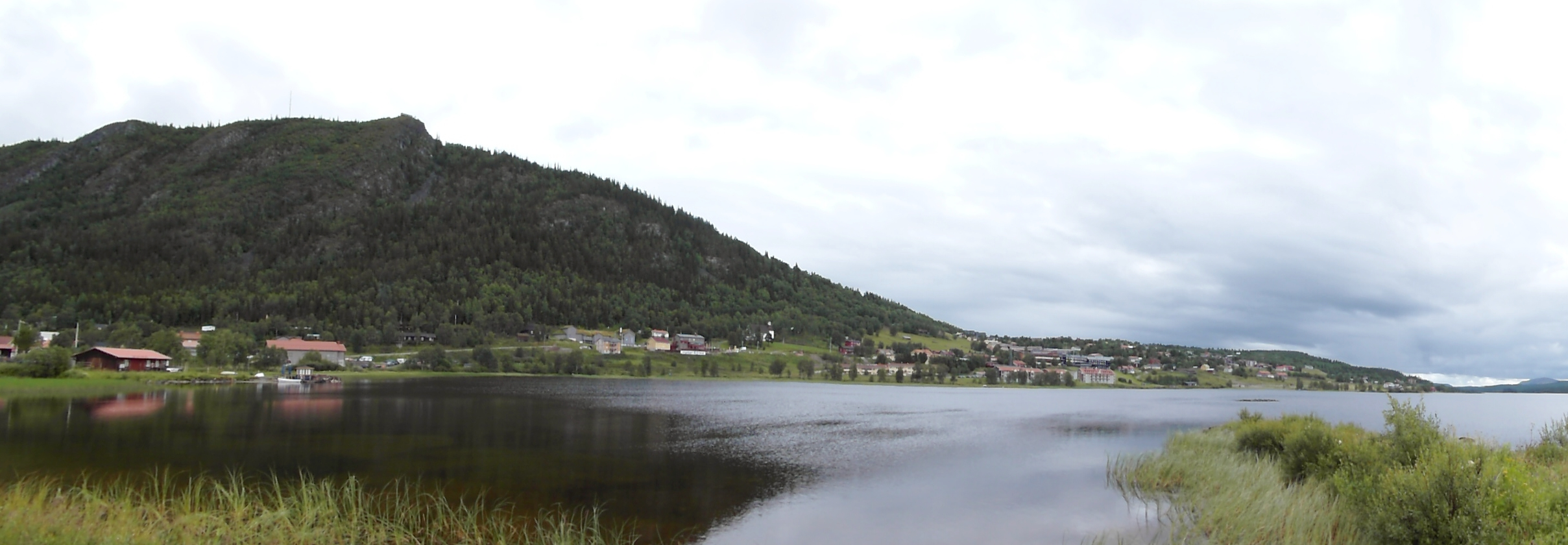
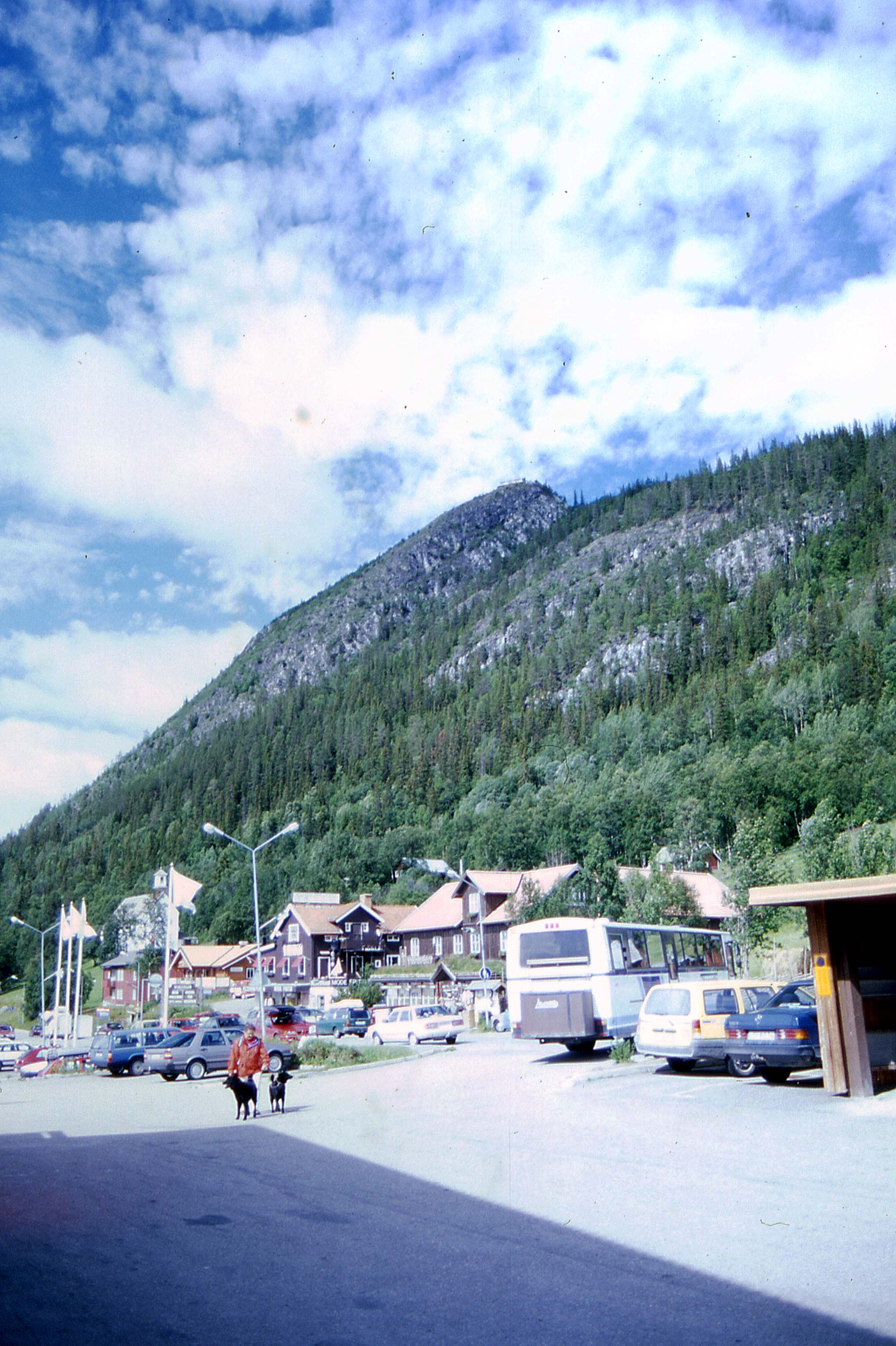
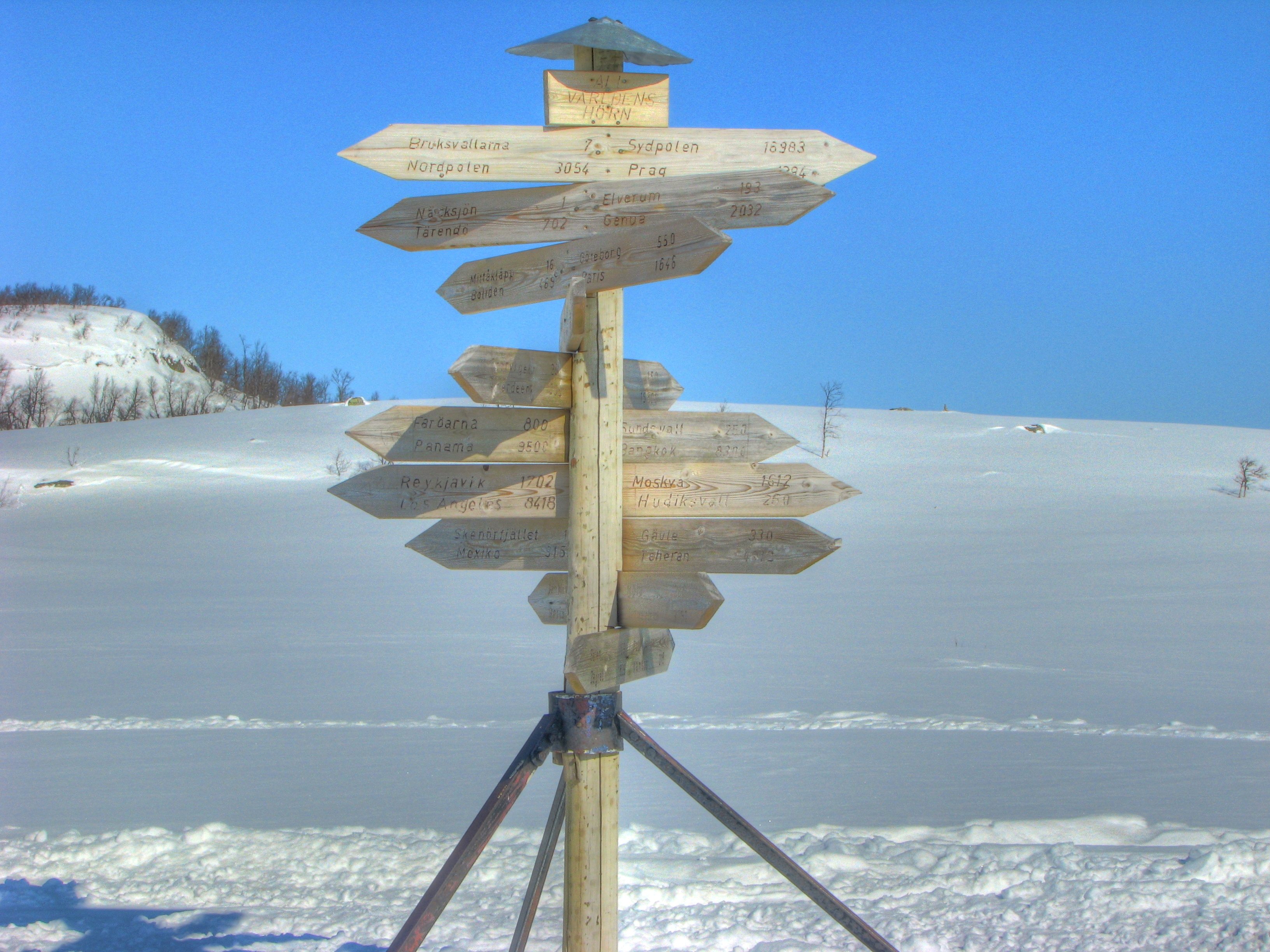

## Verkeer en vervoer
Bij de plaats loopt de Riksväg 84.

## Geboren
- Lars Nelson (1985), langlaufer